# Christian Hillborg
Leif Christian Hillborg, född 16 mars 1978 i Stockholm, är en svensk skådespelare.
Hillborg har bland annat medverkat i TV-serierna Top Dog från 2020 och The Playlist från 2022. Han har även medverkat i filmen Suedi från 2021. Han vann Kristallen 2023 som årets manliga huvudroll för sin roll i The Playlist.

## Filmografi (i urval)
- 2006 – Hombres (TV-serie)
- 2008 – Höök (TV-serie)
- 2010 – Snabba cash
- 2011 – Bron (TV-serie)
- 2012 – Sam tar över (TV-serie)
- 2017 – Innan vi dör (TV-serie)
- 2017 – Gordon & Paddy
- 2017 – The Last Kingdom (TV-serie)
- 2019 – Fleabag (TV-serie)
- 2019 – En del av mitt hjärta
- 2019 – Hidden – Förstfödd (TV-serie)
- 2020 – Top Dog (TV-serie)
- 2021 – Suedi
- 2021–2022 – Young Royals (TV-serie)
- 2022 – Stromboli (TV-serie)
- 2022 – The Playlist (TV-serie)